# Dompierre-sur-Charente
Pour les articles homonymes, voir Dompierre.
Dompierre-sur-Charente est une commune du Sud-Ouest de la France située dans le département de la Charente-Maritime (région Nouvelle-Aquitaine).
Ses habitants sont appelés les Dompierrois et les Dompierroises.

## Géographie
La commune de Dompierre-sur-Charente se situe dans le centre-est du département de la Charente-Maritime, en région Nouvelle-Aquitaine, dans l'ancienne province de Saintonge. Appartenant au Midi atlantique, au cœur de l'arc atlantique, elle peut être rattachée à deux grands ensembles géographiques, le Grand Ouest français et le Grand Sud-Ouest français.

### Communes limitrophes
|                          | Saint-Sauvant          |        |
| Chaniers                 | Dompierre-sur-Charente | Chérac |
| Saint-Sever-de-Saintonge | Rouffiac               |        |

## Urbanisme

### Typologie
Au 1er janvier 2024, Dompierre-sur-Charente est catégorisée commune rurale à habitat dispersé, selon la nouvelle grille communale de densité à 7 niveaux définie par l'Insee en 2022.
Elle est située hors unité urbaine. Par ailleurs la commune fait partie de l'aire d'attraction de Saintes, dont elle est une commune de la couronne,. Cette aire, qui regroupe 62 communes, est catégorisée dans les aires de 50 000 à moins de 200 000 habitants,.

### Occupation des sols
L'occupation des sols de la commune, telle qu'elle ressort de la base de données européenne d’occupation biophysique des sols Corine Land Cover (CLC), est marquée par l'importance des territoires agricoles (90,1 % en 2018), en diminution par rapport à 1990 (94,4 %). La répartition détaillée en 2018 est la suivante : 
terres arables (61,5 %), zones agricoles hétérogènes (12,1 %), cultures permanentes (9,8 %), prairies (6,8 %), forêts (5,1 %), zones urbanisées (4,8 %). L'évolution de l’occupation des sols de la commune et de ses infrastructures peut être observée sur les différentes représentations cartographiques du territoire : la carte de Cassini (XVIIIe siècle), la carte d'état-major (1820-1866) et les cartes ou photos aériennes de l'IGN pour la période actuelle (1950 à aujourd'hui).

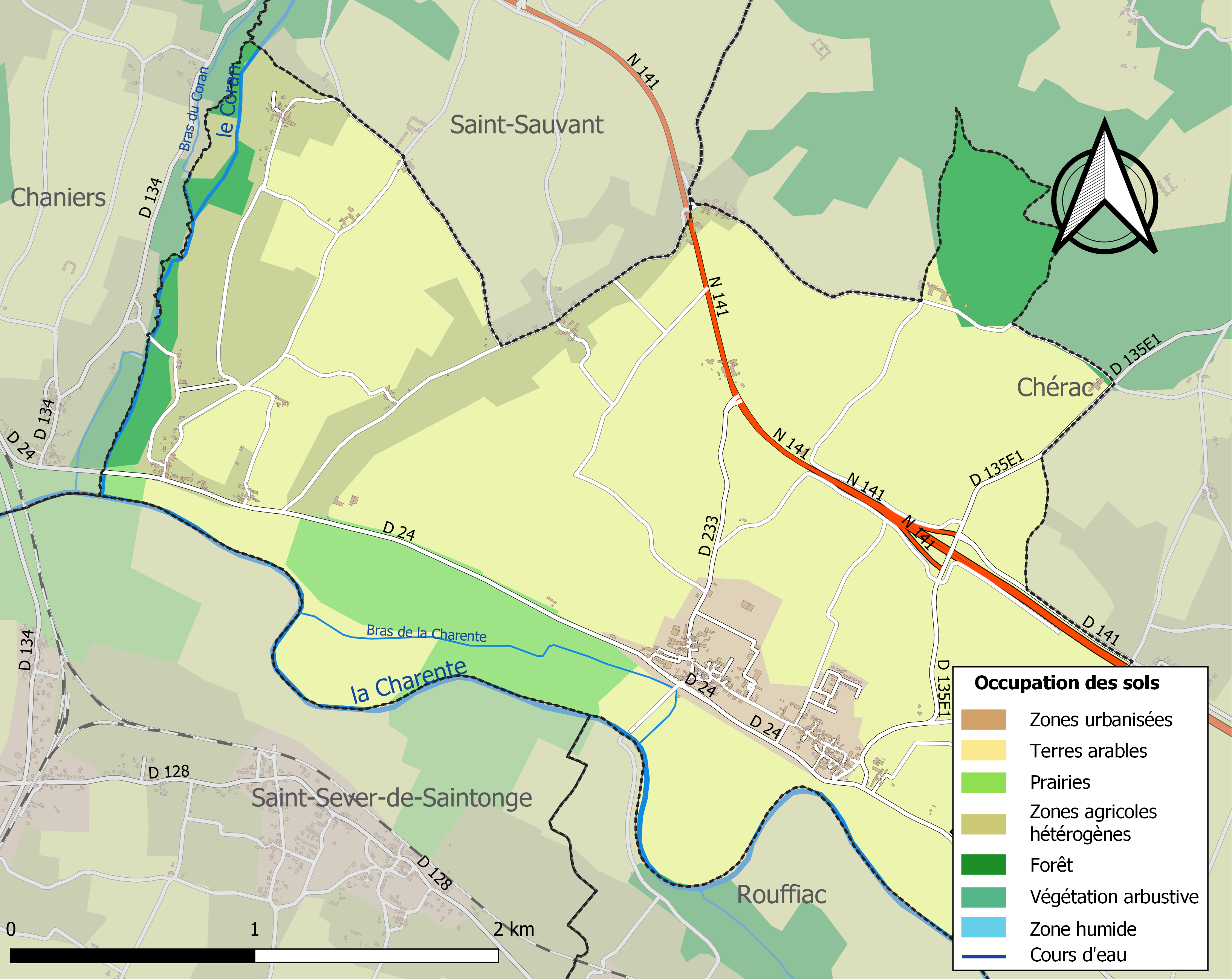
Carte des infrastructures et de l'occupation des sols de la commune en 2018 (CLC).

### Risques majeurs
Le territoire de la commune de Dompierre-sur-Charente est vulnérable à différents aléas naturels : météorologiques (tempête, orage, neige, grand froid, canicule ou sécheresse), inondations, mouvements de terrains et séisme (sismicité modérée). Il est également exposé à un risque technologique, le transport de matières dangereuses. Un site publié par le BRGM permet d'évaluer simplement et rapidement les risques d'un bien localisé soit par son adresse soit par le numéro de sa parcelle.

#### Risques naturels
La commune fait partie du territoire à risques importants d'inondation (TRI) Saintes-Cognac-Angoulême, regroupant 46 communes concernées par un risque de débordement du fleuve Charente (34 en Charente et 12 en Charente-Maritime), un des 18 TRI qui ont été arrêtés fin 2012 sur le bassin Adour-Garonne. Les événements antérieurs à 2014 les plus significatifs sont les crues de l'hiver 1779, de 1842, de 1859, du 9 décembre 1882 du 19 février 1904, du 10 janvier 1961, de mars-avril 1962, du 24 décembre 1982 et du 8 janvier 1994. Des cartes des surfaces inondables ont été établies pour trois scénarios : fréquent (crue de temps de retour de 10 ans à 30 ans), moyen (temps de retour de 100 ans à 300 ans) et extrême (temps de retour de l'ordre de 1 000 ans, qui met en défaut tout système de protection). La commune a été reconnue en état de catastrophe naturelle au titre des dommages causés par les inondations et coulées de boue survenues en 1982, 1993, 1999, 2010 et 2021,.

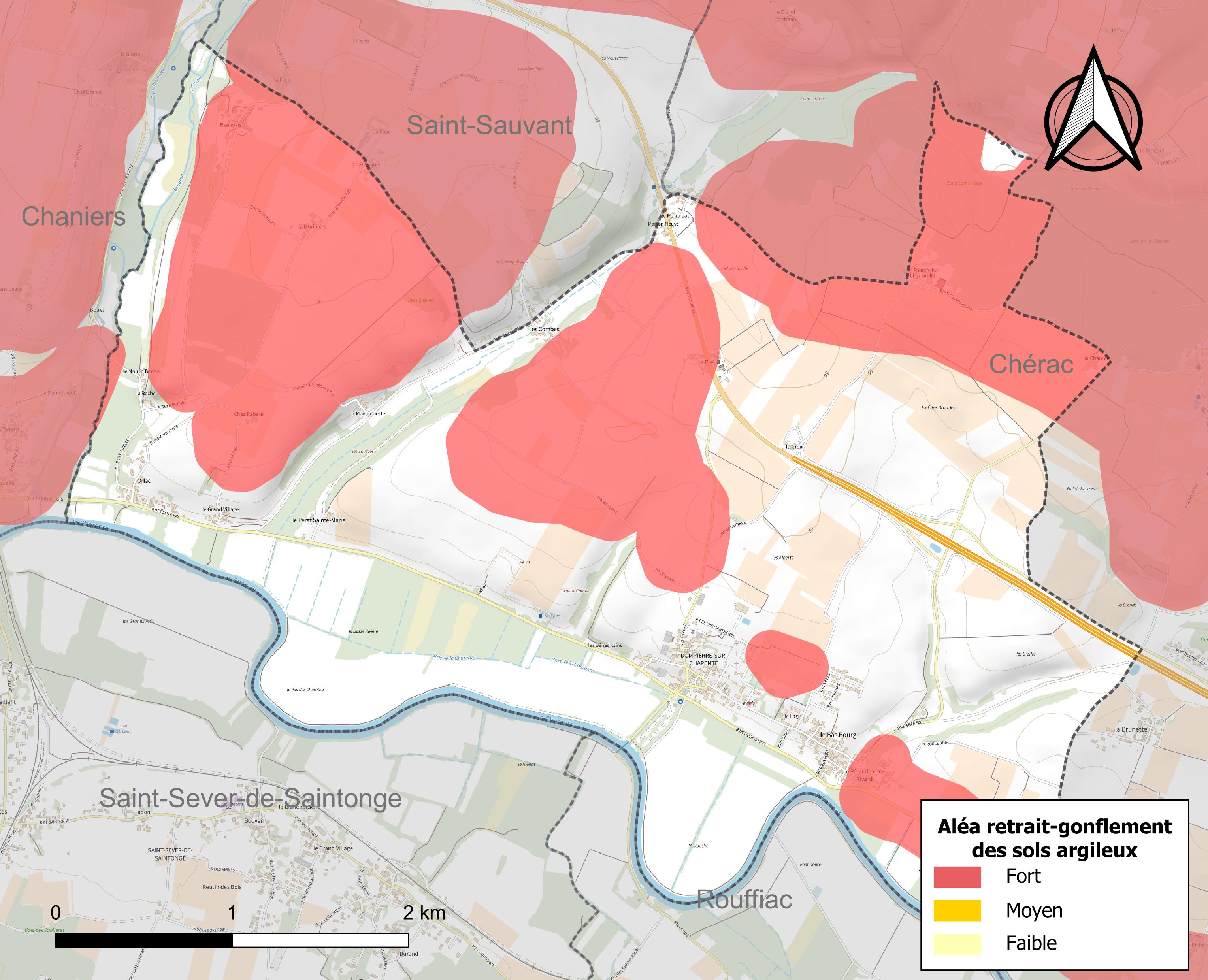
Carte des zones d'aléa retrait-gonflement des sols argileux de Dompierre-sur-Charente.

Les mouvements de terrains susceptibles de se produire sur la commune sont des tassements différentiels.
Le retrait-gonflement des sols argileux est susceptible d'engendrer des dommages importants aux bâtiments en cas d’alternance de périodes de sécheresse et de pluie. 39,1 % de la superficie communale est en aléa moyen ou fort (54,2 % au niveau départemental et 48,5 % au niveau national). Sur les 270 bâtiments dénombrés sur la commune en 2019, 50 sont en aléa moyen ou fort, soit 19 %, à comparer aux 57 % au niveau départemental et 54 % au niveau national. Une cartographie de l'exposition du territoire national au retrait gonflement des sols argileux est disponible sur le site du BRGM,.
Par ailleurs, afin de mieux appréhender le risque d’affaissement de terrain, l'inventaire national des cavités souterraines permet de localiser celles situées sur la commune.
Concernant les mouvements de terrains, la commune a été reconnue en état de catastrophe naturelle au titre des dommages causés par la sécheresse en 2003 et par des mouvements de terrain en 1999 et 2010.

#### Risques technologiques
Le risque de transport de matières dangereuses sur la commune est lié à sa traversée par une ou des infrastructures routières ou ferroviaires importantes ou la présence d'une canalisation de transport d'hydrocarbures. Un accident se produisant sur de telles infrastructures est susceptible d’avoir des effets graves sur les biens, les personnes ou l'environnement, selon la nature du matériau transporté. Des dispositions d’urbanisme peuvent être préconisées en conséquence.

## Toponymie
Dompierre est un hagiotoponyme caché. Le nom du village provient simplement du nom de l'église Saint-Pierre, en latin ecclésiastique Sanctus Petrus. Le terme sanctus qui signifie saint a eu en latin d'église un synonyme, celui de dominus signifiant maître. Les deux vocables deviennent dans la période médiévale des synonymes et, ce, jusqu'à l'époque capétienne. Dominus a donné le gallo-roman DOMNU qui explique les formes anciennes en Dom-, ainsi que les toponymes en Dom- (cf. Dommartin, Domjean, etc.), mais dans la plupart des cas, Dom- a évolué en Dam- (cf. Dammartin, etc.), tout comme DOMNA a donné dame, forme féminine. Le développement particulier du o s'explique par le fréquent emploi proclitique du mot, notamment devant les noms propres.

## Histoire
En 1612, la terre d'Orlac fut vendue par Jacques Le Comte à Jacques de Verdelin, enseigne des gendarmes du duc d'Épernon, dont la fille Marie-Guillemette se maria en 1630 à Jean-Louis de Bremond d'Ars, Marquis d'Ars, maréchal de camp, tué au siège de Cognac en 1651 qui depuis est restée à sa postérité.
L'ancien château déjà presque en ruine à la Révolution fut confisqué et vendu au nom de la Nation.
Avant 1789, le territoire de la commune couvrait une partie de celui de Chérac.
L'ordonnance du 28 décembre 1825 intègre la commune d'Orlac à celle de Dompierre-sur-Charente.
Avant le 16 septembre 1918, Dompierre-sur-Charente s'appelait simplement Dompierre.

### Dompierre de France
Dompierre fait partie de l'Association des Dompierre-de-France regroupant 23 communes françaises dont le nom comporte Dompierre. Chaque année, une commune différente accueille la fête qui les réunit. Dompierre-sur-Charente a déjà accueilli ses cousins dompierrois et dompierrais en 2002. En 2013, la fête nationale a eu lieu le 1er week-end de juillet à Dompierre-les-Ormes en Saône-et-Loire.

## Politique et administration
| Période                                  | Période  | Identité          | Étiquette | Qualité       |
| ---------------------------------------- | -------- | ----------------- | --------- | ------------- |
| 1944                                     | 1947     | Florentin Fulneau | PCF       | Ouvrier       |
| 2001                                     | 2020     | Alain Monjou      |           | Fonctionnaire |
| 2020                                     | En cours | Gaby Touzinaud    |           | Ancien cadre  |
| Les données manquantes sont à compléter. |          |                   |           |               |

### Région
À la suite de la réforme administrative de 2014 ramenant le nombre de régions de France métropolitaine de 22 à 13, la commune appartient depuis le 1er janvier 2016 à la région Nouvelle-Aquitaine, dont la capitale est Bordeaux. De 1972 au 31 décembre 2015, elle a appartenu à la région Poitou-Charentes, dont le chef-lieu était Poitiers.

### Intercommunalité
Jusqu'à la fin de l'année 2012, la commune de Dompierre-sur-Charente faisait partie de la Communauté de communes Vignobles et Vals boisés du Pays Buriaud qui comprenait dix communes ; cette dernière a fusionné avec la Communauté d'agglomération de Saintes le 1er janvier 2013.
Depuis janvier 2013, Dompierre-sur-Charente fait donc partie de la Communauté d'agglomération de Saintes dont le siège administratif est situé à Saintes.

### Fiscalité
La fiscalité est d'un taux de 7,80 % pour la taxe d'habitation, 14,28 % sur le foncier bâti, 42,93 % sur le non bâti et 17,24 % de taxe professionnelle, et comme la communauté de communes prélève sur l'ensemble des quatre taxes, respectivement 1,67 %, 3,25 %, 8,06 % et 3,07 % cela donne au total et avant que s'y ajoutent le département et la région, 9,47 % pour la taxe d'habitation, 17,53 % sur le foncier bâti, 50,99 % sur le non bâti et 20,31 % de taxe professionnelle (chiffres 2007).

## Population et société

### Démographie

#### Évolution démographique
L'évolution du nombre d'habitants est connue à travers les recensements de la population effectués dans la commune depuis 1793. Pour les communes de moins de 10 000 habitants, une enquête de recensement portant sur toute la population est réalisée tous les cinq ans, les populations de référence des années intermédiaires étant quant à elles estimées par interpolation ou extrapolation. Pour la commune, le premier recensement exhaustif entrant dans le cadre du nouveau dispositif a été réalisé en 2004.

En 2022, la commune comptait 483 habitants, en évolution de +7,1 % par rapport à 2016 (Charente-Maritime : +4,04 %, France hors Mayotte : +2,11 %).
| 1793 | 1800 | 1806 | 1821 | 1831 | 1836 | 1841 | 1846 | 1851 |
| ---- | ---- | ---- | ---- | ---- | ---- | ---- | ---- | ---- |
| 641  | 535  | 482  | 591  | 812  | 811  | 795  | 774  | 791  |

| 1856 | 1861 | 1866 | 1872 | 1876 | 1881 | 1886 | 1891 | 1896 |
| ---- | ---- | ---- | ---- | ---- | ---- | ---- | ---- | ---- |
| 791  | 764  | 731  | 661  | 622  | 595  | 590  | 577  | 571  |

| 1901 | 1906 | 1911 | 1921 | 1926 | 1931 | 1936 | 1946 | 1954 |
| ---- | ---- | ---- | ---- | ---- | ---- | ---- | ---- | ---- |
| 523  | 531  | 510  | 434  | 442  | 401  | 397  | 412  | 387  |

| 1962 | 1968 | 1975 | 1982 | 1990 | 1999 | 2004 | 2006 | 2009 |
| ---- | ---- | ---- | ---- | ---- | ---- | ---- | ---- | ---- |
| 351  | 381  | 374  | 359  | 398  | 414  | 439  | 438  | 471  |

| 2014 | 2019 | 2022 | - | - | - | - | - | - |
| ---- | ---- | ---- | - | - | - | - | - | - |
| 462  | 470  | 483  | - | - | - | - | - | - |

## Culture locale et patrimoine

### Lieux et monuments
Sur la commune est implanté le dernier bac à chaine manuel qui permet, pendant la saison estivale et de jour, de traverser gratuitement la Charente et de rejoindre Rouffiac. Il se nomme le « Châ p'tit va loin ».

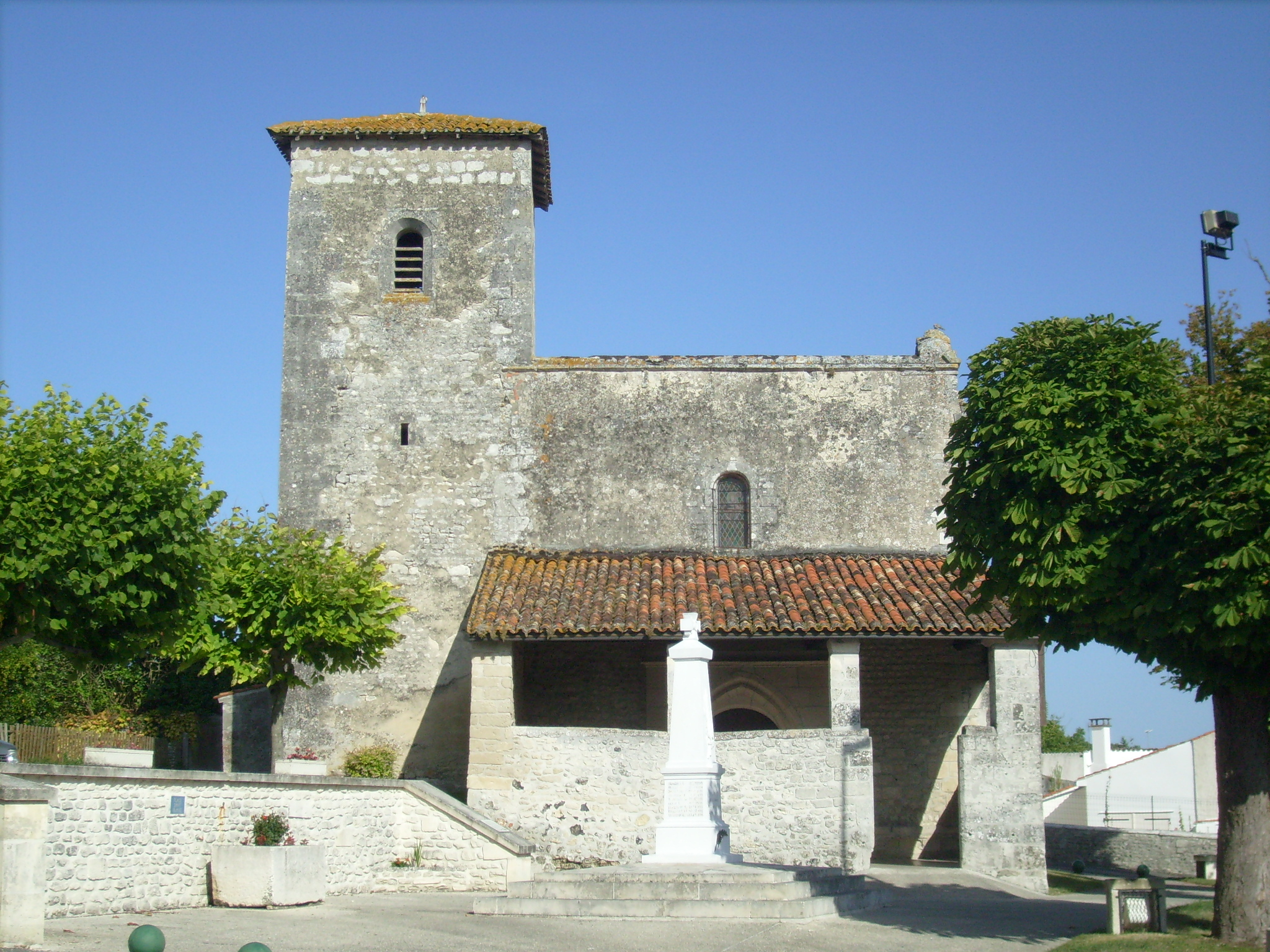
L'église Saint-Blaise.
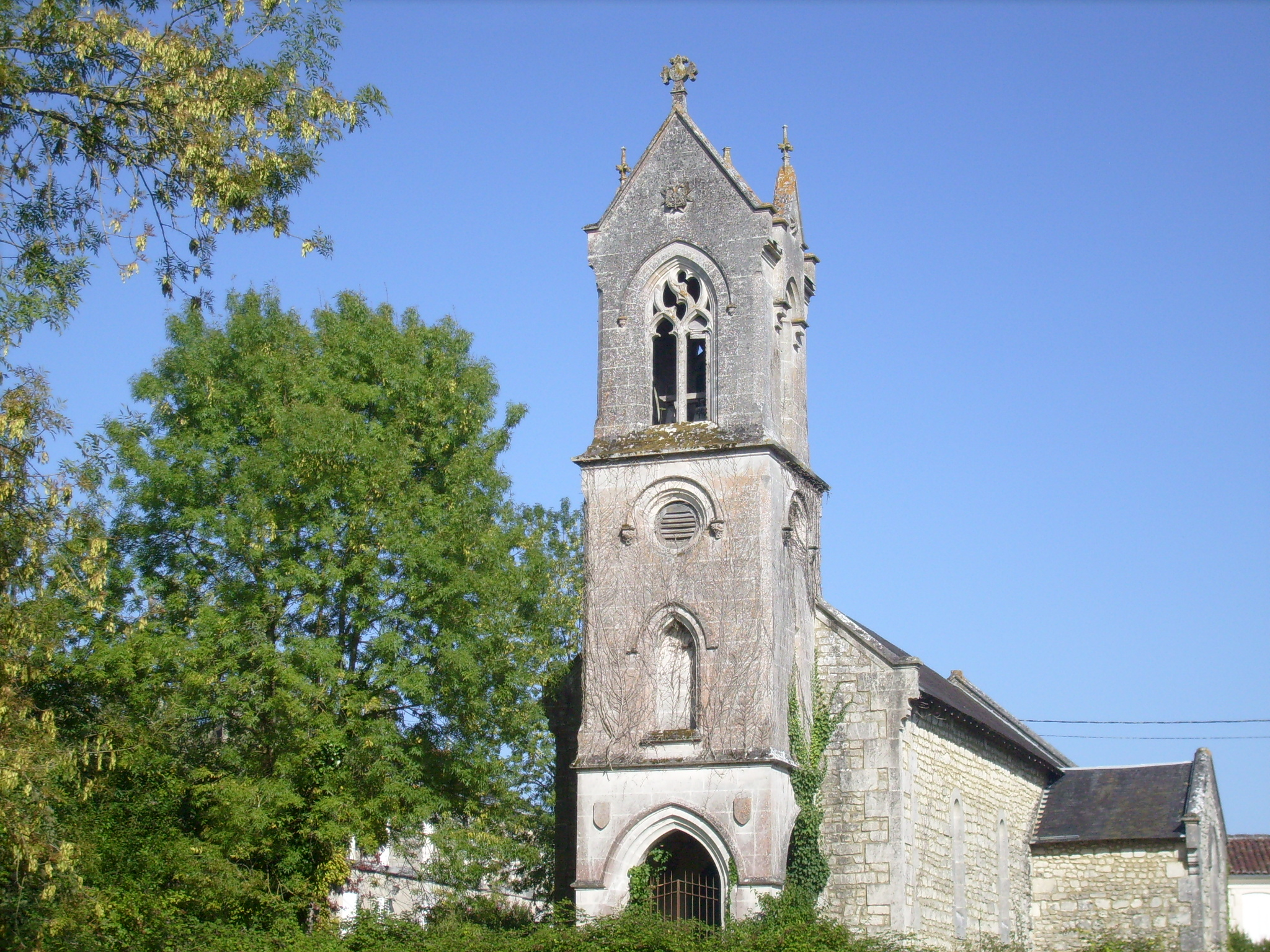
L'ancienne église d'Orlac.
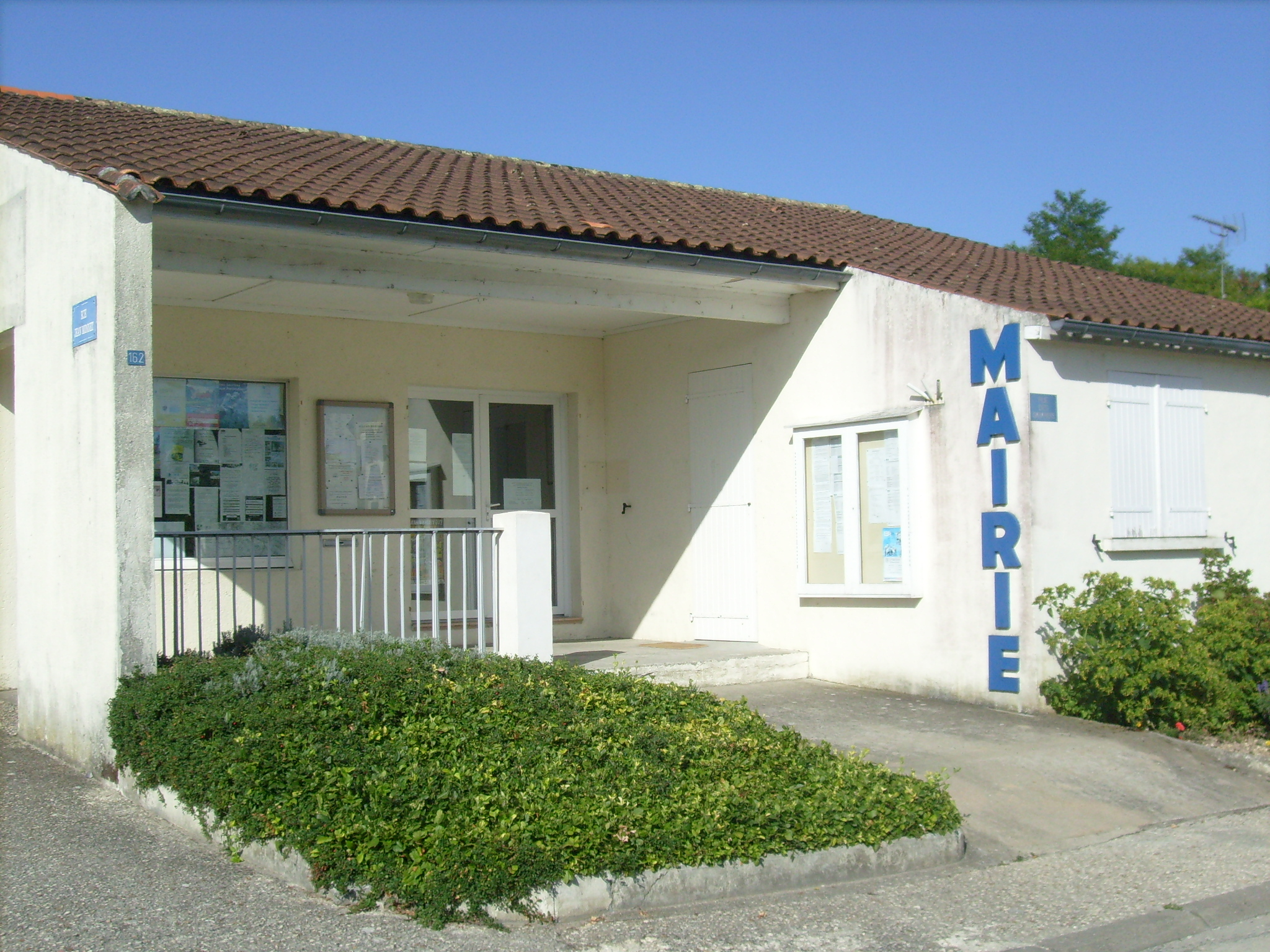
La mairie.
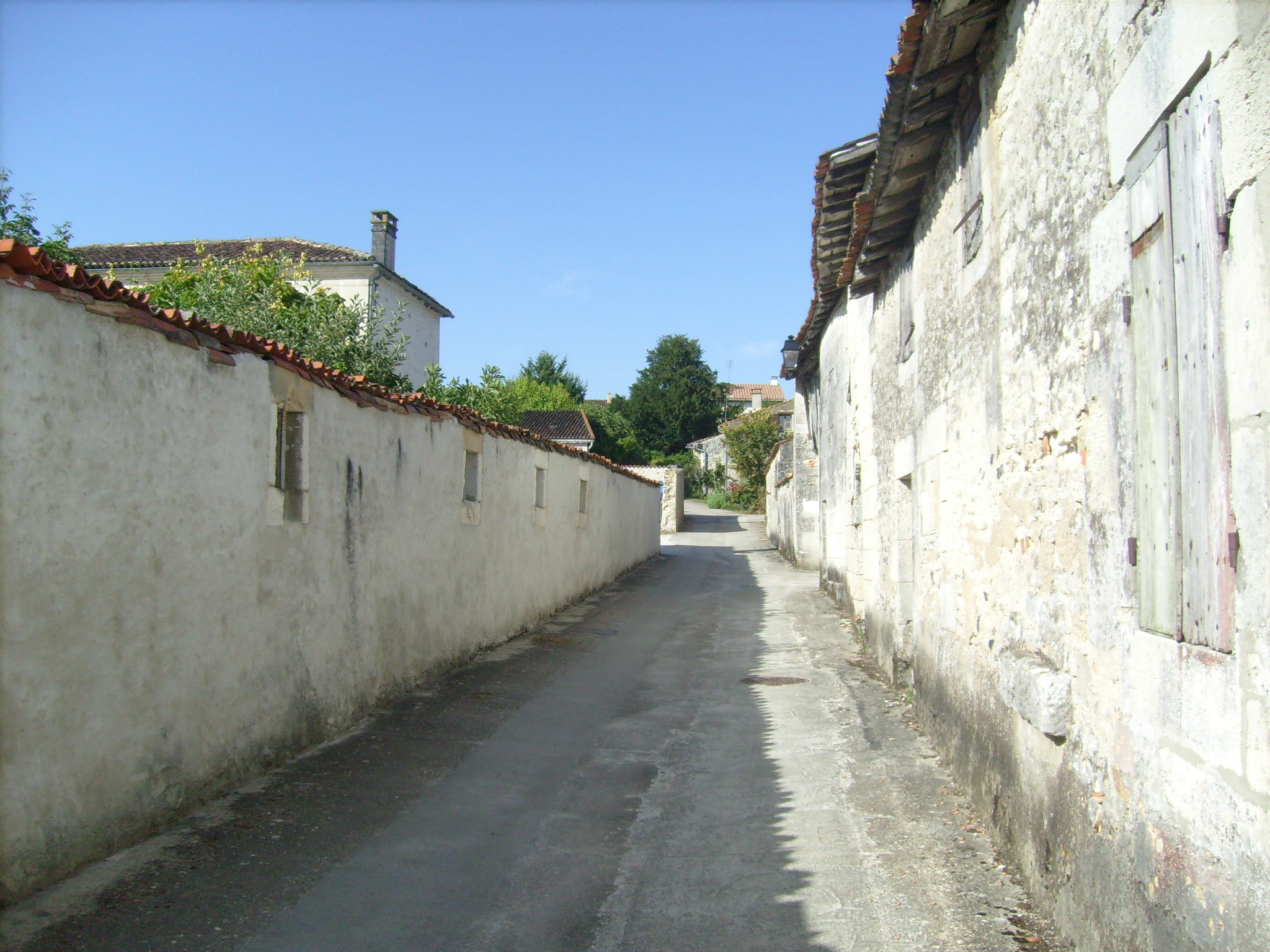
Une ruelle du village.